# 浓溪镇
浓溪镇，是中华人民共和国四川省广安市广安区下辖的一个乡镇级行政单位。

## 行政区划
浓溪镇下辖以下地区：
团坝村、燎原村、围子村、建丰村、浓溪村、东庙村、新民村、山寨村、友谊村、会战村、斑竹村、全民村、板山村、红艳村、龙顶村、大理村、牛尾村和红色村。

## 主要地名[3]
浓溪村：
浓溪场      故名龙栖桥或龙须桥场，系浓溪镇政府驻地.

牌坊沟      此处故立有牌坊得名.

桐子林      以此处油桐茂盛得名．

郑家院子    郑姓居民集中居住的院落.

宝鼎(竺)山  传为唐代僧侣设庙讲经之处.

龙头桥      浓溪老街口石质平顶双层桥，下层桥墩旁有石龙首，故名.

李方建梁子  故有李氏居所，后毁于火灾，场镇居民过世长辈多葬于此梁上.

大湾        浓溪场镇后面小溪洄水之地。

团坝村：
聂家庙      聂姓先民集资建庙之处，现为村委会驻地.

滩坝梁子    因滩涂旁一隆起之小山包得名.

百零八道门  故为一大地主家族庄园处。

燎原村：
曾家垭口    曾姓村民聚居之垭口。

围子村：
回龙桥      该桥旁溪流似九龙回首，故名.

皂角湾      因此湾皂角树繁茂得名.

轩井宫      古遗址名.

尹家沟      尹姓村民聚居处，该村驻地。

建丰村：
响水滩      滩高水急，其声如洪，故名，村驻地.

子沟湾      该处地形似汉字“子”字，故名.

邓家桥      邓姓村民聚居地.

大坪寨      此处地形宽阔，平坦，且故有一山寨，故名。

东庙村：
东岳庙      故有一供奉“东岳大神”的古庙，已于近代被毁.

桂花湾      此湾遍种桂花，故名。

新民村：
白马庙      牛马贩夫供奉神祇以求财富的庙宇，该村驻地.

新拱桥      故为一石平桥，后改为石拱桥，故名.

黄泥巴梁子  此山梁土质呈黄色，故名。

山寨村：
柑子湾      该处广泛种植柑橘树，村驻地.

三元宫坝子  据古建筑“三元宫”得名.

徐家沱坝子  西溪河溪沱边徐姓村民聚居的平坝。

友谊村：
冠子山      与浓溪场镇隔西溪河相望，因山形如帽，故名.

杨柳坝      西溪河边上一平坝，古时该坝上广种杨柳，故名。

会战村：
刘家院子     刘姓村民聚居院落，村驻地.

幺店子       故有一食宿店铺在此，故名.

董家坝       董姓村民聚居的平坝。

斑竹村：
石坝梁子     梁上有一大型石坝，故名，村驻地.

周家拱桥     周姓先民捐建的拱桥.

## 交通情况
该镇主要由县级公路水库路在三八蚕房连接广花路通达广安市区，该路已于2002年全面完成道路硬化。2014年8月双向六车道的彭枣公路穿过该镇并与水库路相交于黄泥巴梁子，巴广渝高速公路过境该镇。该镇境内全民水库库区有客货运码头运载过往客货。

## 基础教育
浓溪初中，位于该镇场镇西端。浓溪小学，原位于场镇老街东边，新建的校园位于场镇以北，宝鼎山脚下，并于2013年9月开始启用。